# Resaca de la Palma
Slaget ved Reseca de la Palma var en af de tidlige træfninger i den Mexicansk-amerikanske krig. Den amerikanske general Zachary Taylor gik til angreb på den mexicanske nord-armé Ejército del Norte under General Mariano Arista den 9. maj 1846.

## Før slaget
Efter skuffelserne i slaget ved Palo Alto den 8. maj valgte general Arista at trække hæren tilbage til en mere fordelagtig forsvarsstilling ved Reseca de la Palma – reseca er det spanske ord for en Wadi, en tør flodseng. Her afventede han Taylors næste skridt.
Om morgenen den 9. maj angreb Taylors 1.700 tropper den mexicanske hær, som i mellemtiden var vokset til 4.000 mand. Aristas omhyggeligt lagte planer for slaget forfejlede på grund af indbyrdes politiske kampe i det mexicanske officerskorps og vanskelighederne ved at kommunikere i det uvejsomme terræn på slagmarken.

## Slaget
Mexicanerne gjorde hård modstand, og en overgang så det ud til at den amerikanske hær ville lide nederlag, men så lykkedes det en styrke dragoner at angribe mexicanerne i flanken og fremtvinge en tilbagetrækning. To modangreb mod de amerikanske linjer blev afvist, hvorefter den mexicanske hær flygtede fra slagmarken. De efterlod et antal kanoner, Arista's skrivebord og sølvservice, fanerne fra Mexicos berømte Tampico Battaljon og anden bagage.

## Efter slaget
Forlegenheden, over at en næsten sikker sejr var blevet vendt til et nederlag, afstedkom at Arista blev afskediget som leder af Nordhæren, og at den mexicanske strategi blev alvorligt genovervejet.

På grund af korruption og indbyrdes stridigheder i den mexicanske regering lykkes det ikke at få opstillet en sammenhængende strategi i størstedelen af krigen, selv om hæren blev dygtigere og fik mere succes.
Slagmarken ligger i dag indenfor bygrænsen i Brownsville, Texas.